# Epiplema integratissima
Epiplema integratissima är en fjärilsart som beskrevs av Dalla Torre 1924. Epiplema integratissima ingår i släktet Epiplema och familjen Uraniidae. Inga underarter finns listade i Catalogue of Life.